# Sentillenhof
De Sentillenhof is een straat in Brugge.

## Beschrijving
In 1991 werden sociale woningen gebouwd op een plek die vroeger een hofje was met een tiental arbeiderswoningen. In Vlaanderen wordt zo'n hofje vaak beluik genoemd, in Brussel en Antwerpen ook gang, in Mechelen fortje.
Het vroegere beluik paalde aan een sier- en moestuin. Wellicht daardoor werd er een bloemennaam aan gegeven. Een 'sentile' of 'sintille' is een anjer. De naam komt vermoedelijk van de Franse naam 'oeillet gentil'. Het beluik werd het 'Sentillepoortje' genoemd.
Toen de groep nieuwe woningen verrees op het braakliggende terrein dat was overgebleven na het slopen van het beluik en van de garages die er na 1950 waren gebouwd, werd de vroegere naam Sentille opnieuw gebruikt. Omdat het om een gesloten groep huizen gaat, hoofdzakelijk rond een klein binnenplein, is er niet 'straat' maar 'hof' aan toegevoegd. Ook kan er een analogie gezien worden met de bestaande straatnaam Wevershof, waar het eveneens huizen betreft die rond een besloten binnenplein geschaard staan.
De Sentillenhof ligt tussen de Gentpoortvest en de Visspaanstraat.

## Externe link

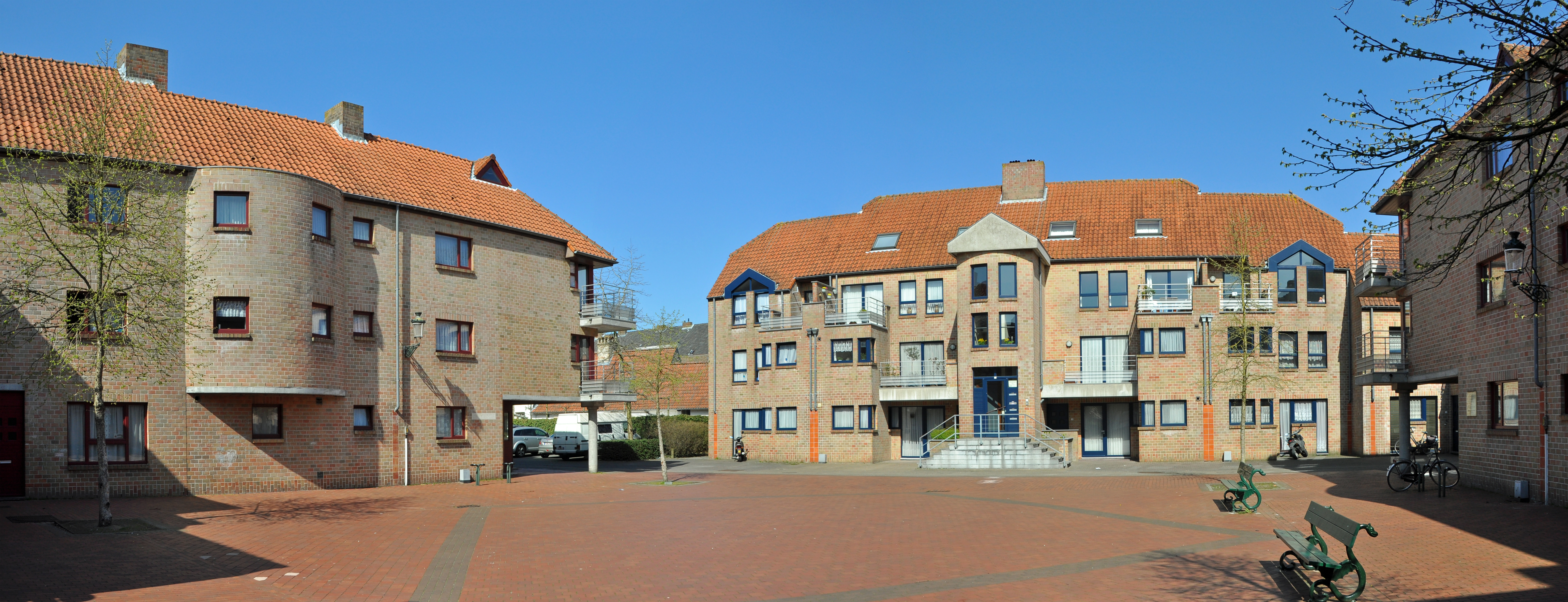
Sentillenhof: panorama binnenplein